# Spillover
Spillover (que significa contagio en español), es un libro del escritor estadounidense David Quammen. El libro, que fue gestado en el año 2013 y publicado en español en 2020, aborda cómo las infecciones de origen animal pueden llegar a cambiar las vidas de los humanos. El autor, a través de Spillover, incluso predijo que la humanidad se sometería a una nueva pandemia mundial formada por coronavirus.

## Sinopsis
La aparición de nuevas enfermedades es un panorama aterrador para cualquier sociedad. El autor explica acontecimientos históricos en el mundo de la ciencia como son la aparición del ébola, el SARS, el SIDA o el Hedra, entre otros. Spillover pretende hacer ver al lector que todas estas enfermedades, por muy diferentes que sean las unas con las otras, comparten un mismo origen: el animal salvaje. David Quammen cuenta aventuras en el campo atrapando murciélagos en China, atrapando monos en Bangladés, acechando gorilas en el Congo u otras experiencias acompañadas de prestigiosos científicos. Quammen a través del libro, invita al lector a responderse preguntas como ¿cuándo, cómo, de dónde, y por qué surgen las enfermedades? Incluso invita a los lectores a preguntarse cuál va a ser la próxima pandemia.

## Premios
- The Society of Biology (UK) Book Award in General Biology (2013)
- The Science and Society Book Award, given by the National Association of Science Writers (2013)
- Andrew Carnegie Medals for Excellence in Fiction and Nonfiction (2013)

## Capítulos
1. Hendra Virus
2. Ébola Virus
3. Malaria
4. SARS
5. Q fever, psittacosis
6. Herpes B
7. Hepadnavidrae
8. VIH
9. Virus de la polierdorsis nuclear